# كلارنس كلايد فيرغسون جونيور
كلارنس كلايد فيرغسون جونيور (بالإنجليزية: Clarence Clyde Ferguson, Jr.)‏ هو دبلوماسي أمريكي، ولد في 4 نوفمبر 1924 في ويلمينغتون في الولايات المتحدة، وتوفي في 21 ديسمبر 1983 في بوسطن في الولايات المتحدة.